# Министър на обществените сгради, земеделието и търговията на България
Министърът на обществените сгради, земеделието и търговията на България е член на правителството, т.е. на изпълнителната власт (кабинета) и ръководи и координира строежът и поддръжката на обществените сгради, пътищата и пристанищата, напояването на земеделските земи, насърчаването на скотовъдството, обучението на инженери и селскостопански специалисти. Избиран е от парламента или се назначава от държавния глава на България.

## Министри
Списъкът на министрите на обществените сгради, земеделието и търговията е подреден по ред на правителство.

### Министър на обществените сгради, земеделието и търговията (1882–1885)
| правителство | име             | дати                                 | партия                      | партия |
| ------------ | --------------- | ------------------------------------ | --------------------------- | ------ |
| 7            | Георги Вълкович | 23 юни 1882 – 17 септември 1882      | Консервативна партия        |        |
| 7            | Леонид Соболев  | 17 септември 1882 – 14 януари 1883   | военен                      |        |
| 7            | Григор Начович  | 14 януари 1883 – 3 март 1883         | Консервативна партия        |        |
| 7            | Михаил Хилков   | 3 март 1883 – 7 септември 1883       | Либерална партия            |        |
| 8            | Драган Цанков   | 7 септември 1883 – 20 септември 1883 | Прогресивнолиберална партия |        |
| 8            | Тодор Икономов  | 20 септември 1883 – 31 декември 1883 | Прогресивнолиберална партия |        |
| 9            | Тодор Икономов  | 1 януари 1884 – 29 юни 1884          | Прогресивнолиберална партия |        |
| 10           | Петко Каравелов | 30 юни 1884 – 15 януари 1885         | Либерална партия            |        |